# Lithophane hemina
Lithophane hemina là một loài bướm đêm trong họ Noctuidae.